# نقد المسيحية
نقد المسيحية (بالإنجليزية: Criticism of Christianity) تعرضَّت الديانة المسيحية بطول تاريخها للنقد ولا تزال. هذا النقد طالَ الكنيسة، والمسيحيين على وجه التحديد، وبعض النقد موجهٌ إلى المعتقدات المسيحية، وتعاليم الكتاب المقدس، حتى تعاليم يسوع تعرضت للنقد، مِمَّن عاش في زمنه من اليهود مثل الفريسيين الذين عارضوا تعاليمه. انتقد النقاد المعتقدات والتعاليم المسيحية وكذلك الأفعال الاستعمارية المنسوبة لمسيحيين، من الحملات الصليبية إلى الإرهاب الحديث. تشمل الحجج الفكرية ضد المسيحية الافتراضات بأنها إيمان يدعو للعنف والفساد والخرافات والشرك والتعصب الأعمى.
في العصور المبكرة للمسيحية، برز الفيلسوف الأفلاطوني، فرفوريوس الصوري، كواحد من أبرز النقاد في كتابه «ضد المسيحيين». جادل فرفوريوس الصوري أن المسيحية كانت تستند إلى نبوءات كاذبة لم تتحقق بعد. بعد تبني المسيحية كدين رسمي في ظل الإمبراطورية الرومانية، تم قمع الأصوات الدينية المعارضة من قبل الحكومات والسلطات الكنسية. وبعد ألف عام، أدى الإصلاح البروتستانتي إلى انقسام أساسي في المسيحية الأوروبية وأعاد إحياء الأصوات الناقدة حول العقيدة المسيحية، داخليًا وخارجيًا. مع عصر التنوير، شهدت المسيحية انتقادات إضافية من المفكرين والفلاسفة الرئيسيين، مثل فولتير، وديفيد هيوم، وتوماس باين، وبارون دي هولباخ. وسعى الموضوع المركزي لهذه الانتقادات إلى إبطال الدقة التاريخية للكتاب المقدس المسيحي وركز على الفساد المدرك للسلطات الدينية المسيحية. قام مفكرون آخرون، مثل إيمانويل كانط، بإطلاق أول انتقاد منهجي وشامل ضد اللاهوت المسيحي من خلال المحاولة دحض حجج المؤمنين بالله.
في العصر الحديث، واجهت المسيحية انتقادات كبيرة من مجموعة واسعة من الحركات السياسية والإيديولوجيات. في أواخر القرن الثامن عشر، شهدت الثورة الفرنسية عدد من السياسيين والفلاسفة الناقدين للعقائد المسيحية التقليدية، مما عجل موجة من العلمانية التي أغلقت مئات من الكنائس وقامت بترحيل الآلاف من الكهنة. وفي أعقاب الثورة الفرنسية، انتقد فلاسفة بارزون من الليبراليين والشيوعيين، مثل جون ستيوارت ميل وكارل ماركس، العقيدة المسيحية على أساس أنها محافظة ومضادة للديمقراطية. وكتب فريدريك نيتشه أن المسيحية ترعى نوعًا من الأخلاق التي تقمع الرغبات الواردة في الإرادة البشرية. أدت الثورة الروسية والثورة الصينية، والعديد من الحركات الثورية الحديثة الأخرى أيضًا إلى نقد الأفكار المسيحية. وعبر الفيلسوف بيرتراند راسل عن انتقاده للمسيحية في كتابة لماذا لست مسيحيًا، كما قام أدولف هتلر بانتقاد المسيحية حيث تسجل المصادر عدداً من التصريحات الخاصة عن المسيحية والتي وصفها هتلر بأنها سخيفة، مخالفة للتقدم العلمي، ومدمرة اجتماعياً.
يستمر نقد المسيحية حتى الآن، على سبيل المثال، ينتقد اللاهوتيون اليهود والمسلمون عقيدة الثالوث الأقدس التي يؤمن بها معظم المسيحيين، مشيرين إلى أن هذه العقيدة تفترض في الواقع أن هناك ثلاثة آلهة، وتتعارض مع مبدأ التوحيد الأساسي. وقد حدد روبرت برايس إمكانية أن تستند بعض قصص الكتاب المقدس جزئياً إلى أسطورة في «نظرية أسطورة المسيح ومشاكلها».
يسمى الرد الرسمي من المسيحيين لهذه الانتقادات باسم اللاهوت الدفاعي. بعض هذه الانتقادات التي وجهت إلى الكتاب المقدس، كانت للأخلاق التي استنبطت من التفسيرات التوراتية والتي استخدمت تاريخيًا لتبرير مواقف وسلوكيات معينة وهي يعتبرها النقاد بوضوح أنها خاطئة. وقد تم كتابة عشرات الكتب المدافعة عن اعتقادات المسيحيين بأشكال عديدة على مر القرون، بدءاً ببولس الطرسوسي. قدم الفيلسوف توما الأكويني خمس حجج لوجود الله في اللاهوت، في حين كان كتابه الخلاصة اللاهوتية عملًا دفاعياً كبيرًا. ومن الكتاب المدافعون المشهورون، غلبرت كايث تشيسترتون، والذي كتب في أوائل القرن العشرين عن فوائد الدين، وعلى وجه التحديد، المسيحية. يشتهر تشيسترتون باستخدامه للمفارقة، لكنه أوضح أنه بينما كانت المسيحية أكثر لغزاً، فقد كان الدين الأكثر عملية. وأشار إلى تقدم الحضارات المسيحية كدليل على تطبيقها العملي. ويناقش الفيزيائي والكاهن جون بولكينغهورن، في كتابه «أسئلة الحق» موضوع العلاقة بين الدين والعلم، وهو موضوع قام بالكتابة عنه بعض المدافعين المسيحيين الآخرين مثل رافي زاكارياس وجون لينكس ووليام لين كرايغ، من خلال التأويل لنظرية الإنفجار العظيم كدليل على وجود الله. وقبل عام 2000 كان قد أعلن البابا يوحنا بولس الثاني سلسلة من الاعتذارات عن «الأخطاء» التي اقترفتها الكنيسة الكاثوليكية خلال تاريخها، وقد شملت الاعتذارات اليهود وجاليليو والمسلمين والنساء.

## الكتاب المقدس

### نقد الكتاب المقدس
رافق القرن التاسع عشر، انتشار الحركات والفلسفات الإلحادية العديدة، فظهر هيغل وكانط وكارل ماركس ثم داروين وجان جاك روسو ونيتشه الذي أعلن موت الله، وشهدت بداية القرن العشرين أفولاً لهذه الفلسفات. قابله حركة التحديث المسيحية قد طفقت تنمو، وبرزت المسيحية الليبرالية في مقابل المسيحية الأصولية، والدراسات الكتابية الحديثة، وتطور العقيدة الاجتماعية ودور المجتمع في الحالات الخاصة، وتكاثر المنظمات العلمانية الكنسيّة وتقلص دور وحجم الإكليروس، إلى جانب حركة تحديث طقسي ومجمعي.
نقد الكتاب المقدس ولا سيّما النقد بأعلى درجة، يشمل مجموعة متنّوعة من الأساليب المستخدمة منذ عصر التنوير في أوائل القرن 18 حيث بدأ الباحثين تطبيقه على الوثائق الكتابيّة؛ وهي نفس وجهات النظر والأساليب التي تم بالفعل تطبيقها على بعض النصوص الأدبية والفلسفيّة. مصطلح نقد الكتاب المقدس هو مصطلح شامل يغطي مختلف التقنيات المستخدمة بشكل رئيسي من قبل اللاهوتيين المسيحيين والليبراليين والمعتدلين للدراسة الأكاديمية للكتاب المقدس والنصوص المتعلقة به. يستند نقد الكتاب المقدس في المقام الأول على العقل والخلفية التاريخية بدلًا من الوحي أو الإيمان.
هناك أربعة أنواع أساسية من أنواع نقد الكتاب المقدس:
- انتقادات نموذجية:  تحليل الوثائق الأدبية، وخاصة الكتاب المقدس، لاكتشاف التقاليد الشفوية السابقة (القصص والأساطير والخرافات، الخ) التي استندت عليها.
- انتقادات تقليدية: 'تحليلات تشمل الكتاب المقدس، مع التركيز على كيفية نمو التقاليد الدينية وتغيرها على مدى الفترة الزمنية التي تم خلالها كتابة النص.
- انتقادات عالية المستوى: وهي دراسة المصادر والأساليب الأدبية المستخدمة من قبل واضعي الكتاب المقدس.[23][24]
- انتقادات أدنى: تُعنى بالانضباط ودراسة الصياغة الفعلية للكتاب المقدس. بهدف السعي لنقاء النص والفهم.[24]

الإشارة إلى التناقضات من قبل النقاد والمشككين؛ تعرض من خلال الصعوبات في أرقام وأسماء مختلفة لنفس الشخصية أو السلاسل المختلفة عن ما يفترض أن يكون هو الحدث نفسه. وتشمل الردود على هذه الانتقادات في ما يعرف باسم الفرضية الوثائقية الحديثة، وفرضية المصدرين (في مختلف المظاهر)، وهي تأكيدات بأن الرسائل الرعوية هي قد كتبت تحت اسم مستعار. وهكذا يبدو التناقض مع هذه المواقف الحرجة هي المواقف التي يدعمها الحرفيون، حيث عند النظر في النصوص بحيث تكون متسقة، مع التوراة كما لو كتبت عن مصدر واحد لكن الأناجيل لا تصح إلا بشهادة أربعة شهود مستقلين، وجميع رسائل بولس، ربما باستثناء عبرانيين، تبدوا أنها قد كتبت من قبل بولس الرسول.
في حين أن النظر في السياق ضروري عند دراسة الكتاب المقدس، نجد بعض النصوص حول قيامة يسوع في الأناجيل الأربعة في متى ومرقس ولوقا ويوحنا، أنه من الصعب التوفيق بينها. وجد الباحث إد باريش ساندرز إن هذه التناقضات تجعل إمكانية حدوث تزوير متعمد شيء مستبعد: "إن كانت مؤامرة لتعزيز الاعتقاد في قصة القيامة ربما أدت إلى أن تكون القصة أكثر اتساقًا؛ لكن بدلا من ذلك، يبدو أن هناك ثمة منافسة:" رأيته"؛ "رأيته أولاً"؛ "شهدت له النساء أولا"، " لا، أنا رأيته أولاً"، بل لا لم أراه على الإطلاق"، وهلم جر. "
يشير هارولد ليندسيل إلى أنه "تشويه جسيم" القول بأن الناس الذين يؤمنون في عصمة الكتاب المقدس تفترض أن كل النصوص الموجودة في الكتاب المقدس هي صحيحة (مقابل دقيقة). ويشير إلى أن هناك تصريحات خاطئة ذكرت صراحة في الكتاب المقدس وقد ذكرت بدقة. (على سبيل المثال، الشيطان هو الكذاب حيث تذكر أكاذيبه بدقة وفقًا إلى ما قاله فعلًا من الأكاذيب). عمومًا لا يؤمن أنصار عصمة الكتاب المقدس أنّ الكتاب المقدس مُنزل من عند الله، بل أن الله استخدم شخصيات متميزة وأساليب أدبية مميزة لهؤلاء الكُّتاب"؛ يؤمن أنصار عصمة الكتاب المقدس أن كتابة الكتاب المقدس كانت من خلال إلهام الله لأشخاص حيث أرشدهم إلى نشر رسالته من خلال لغتهم الخاصة والشخصيّة.:Art. VIII
أولئك الذين يؤمنون في إلهام الكتاب المقدس يؤمون بأنه معصوم، أي خالي من الخطأ في الحقائق كونه يعتبر كلمة الله. ومع ذلك، فإن نطاق شمولية التعريف هو أمر متنازع عليه، حيث أن موضع «الإيمان والممارسة» قد تعتبره بعض الطوائف أمرًا له تفاصيل تاريخية أو علمية، والتي قد تكون في غير محلها بالنسبة لمسائل الإيمان والممارسة المسيحية، وقد تحتوي على أخطاء. باحثون آخرون كان لديهم وجهات نظر أكثر شدة بالنسبة لهذا الخلاف.
تشير العصمة إلى النصوص الأصلية للكتاب المقدس، وجميع علماء التيار يعترفون باحتمالية الخطأ البشري في النقل والترجمة؛ لكنه وبدءًا من القرن الثامن عشر قد أخذ علم نقد النصوص بتمحيص الوثائق القديمة بدقة، خصوصًا المجلدين الفاتيكاني والسينائي، لوضع ترجمة جديدة للأصول القديمة.

### الرؤية اليهودية: نبوءة لم تتحقق

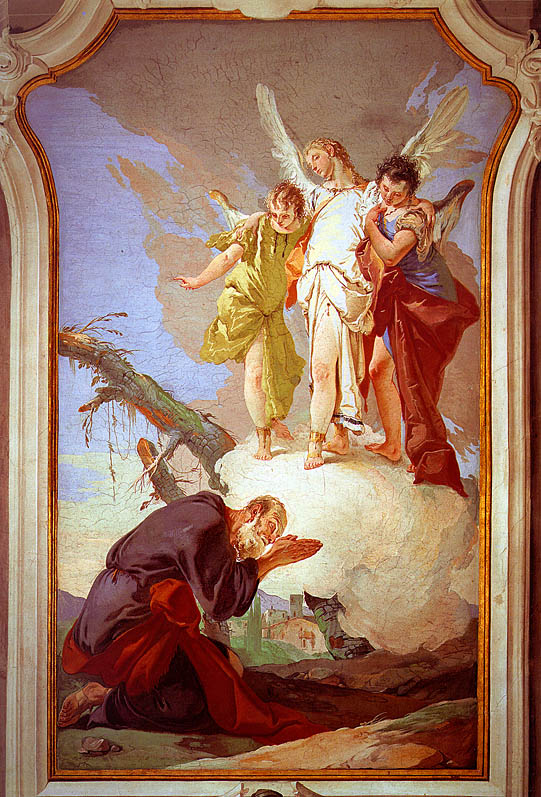
يكشف الله نفسه إلى إبراهيم في الكتاب المقدس وانه ينظر هنا مع ثلاثة من الملائكة. بواسطة جيوفاني باتيستا تيبولو.

وعد أنبياء اليهود منذ مئات السنين أنّ المسيح سيأتي. إدّعت اليهودية أن يسوع الناصري لم يقم بالوفاء بهذه النبوءات. ويدعي المشككون الآخرين عادٍة أن النبوءات إمّا غامضة أو غير محققة، أو أن كتابات العهد القديم أثرّت في تكوين روايات العهد الجديد. المدافعون المسيحيون إدعوّا أن يسوع الناصريّ قد أنجز هذه النبوءات أن هذه النبوءات تنطبق عليه، حيث يرى أتباع التيّار الدفاعي أنه من المستحيل أن تنطبق تقريبًا جميع نبؤات العهد القديم على شخص يسوع بالصدفة. العديد من المؤمنين المسيحيين ينتظرون المجئ الثاني ليسوع، وعندها ستطبق بقيّة الوعود الماسحانيّة مثل يوم الآخرة وقيامة الموتى وقيام ملكوت الله.
يعود العهد الجديد بأصول سلالة يسوع الناصري إلى الملك داود. ومع ذلك، وفقًا لستيفن هاريس:
لم ينجز يسوع الأعمال ذكرها أنبياء إسرائيل والتي كلّفت للمسيح المنتظر القيام بها: فهو لم ينقذ اليهود من الأعداء الأغيار، ولم يوّحد الشتات اليهودي المنتشر في العالم، ولم ينشأ مرّة أخرى مملكة داود، أو حتى لم يحل السلام الشامل مع مجيئه. بدلاً من تحرير اليهود من الظالمين، وبالتالي الوفاء بوعود الله القديمة من أجل الأرض، الأمة، الملكيّة مات يسوع بشكل «مخزي»، حيث هزم من قبل القوى السياسيّة علمًا أن النبوءة تدّعي أن المسيح المنتظر جاء للتغلب عليها. في الواقع، فإن أنبياء إسرائيل لم تتوقع أن يعدم منقذ إسرائيل كمجرم من قبل الوثنيين، وهو ما يجعل من صلب يسوع «حجر عثرة» بالنسبة لليهود الدارسين للتناخ.
واجه الوعاظ المسيحيين هذه الحجج بالقول إن هذه النبوءات سوف تتحقق من خلال يسوع في الألفي سنة بعد المحنة العظيمة، وهي نبوءات ذكرت في العهد الجديد، وخاصًة في سفر الرؤيا.
دعا اللاهوتي اليهودي إسحاق بن إبراهام، الذي عاش في ليتوانيا في القرن السادس عشر، إلى تعزيز الإيمان بالتيار الذي حاول دحض فكرة أن يسوع الناصرّي هو المسيح المنتظر أو الذي تنبأ عنه الأنبياء في العهد القديم، وحاول أيضًا ضحد فكرة أن المسيحية هي «عهدًا جديدًا» من الله. تبنى منهجه عدد من التناقضات الموجودة في العهد الجديد، فضلًا عن تناقضات بين العهد الجديد والعهد القديم، أو من خلال نبوءات العهد القديم التي لم تتحقق في حياة يسوع الناصري. بالإضافة إلى ذلك، شكّك في عدد من الممارسات المسيحية، مثل العبادة في يوم الأحد. فكره وكتبه كُتبت بشكل خاص لليهود لإقناعهم بعدم اعتناق المسيحية، وقد قُرأت أعماله في نهاية المطاف من قبل المسيحيين. في المقابل حاول عدد من اللاهوتيين المسيحيين المعروفين تفنيد حجج إسحاق بن أبرهام كان منهم كريستيان هيبراسيت ويوهان كريستوف واجنويل. ألأعمال التي ألفت من قبل كل من كريستيان هيبراسيت ويوهان كريستوف واجنويل كانت مصدر إلهام لعدد من المفكرّين المسيحيين.
من ناحية أخرى، يعتقد أن بليز باسكال «إن النبوءات هي أقوى دليل على أن يسوع الناصريّ هو المسيح المنتظر». حيث كتب باسكال أنّ يسوع كان قد تنبأ، وأن النبوءات جاءت أصلًا من خلال سلسلة من الناس وذلك على مدى أربعة آلاف سنة. المفكر جوش ماكدويل من التيار الدفاعي يدافع عن فكرة تحقيق نبوءة العهد القديم في شخص يسوع الناصري ويعتبر هذه الفكرة دعم للديانة المسيحية، حيث أن النبوات تحققت من قبل المسيح وتشمل تلك المتعلقة بسلالة الأجداد، المهد، الولادة العذرية، المعجزات، طريقة موت وقيامة يسوع.

## أخلاق
تعرضت عدد من النصوص في الكتاب المقدس والإخلاقيات المسطنبتة منها لعدة انتقادات منها إخضاع النساء، التعصب الديني، إدانة المثليين ودعم وإعطاء شرعية للعبودية. كما ورفض الفيلسوف فريدريش نيتشه المسيحية وأخلاقيتها بشكل عام ودعا إلى تبني قيم جديدة بعيداً عن الكانتية والهيغيلية والفكر الديني والهنلستية.

### الاستعمار
علاقة المسيحية والاستعمار سبب حالة من الجدل إذ حسب بعض النقاد فانها ترتبط ارتباطًا وثيقًا كون الكاثوليكية والبروتستانتية كانت الأديان الرسمية للقوى الاستعمارية الأوروبية، وعملت في العديد من الأحيان «كذراع ديني» لتلك القوى. في البداية، تم تصوير المبشرين المسيحيين على أنهم «قديسين مرئيين ونموذج على التقوى المثالية في بحر من الوحشية المستمرة». ومع ذلك، في الوقت الذي واجت الحقبة الإستعمارية نهايتها في النصف الأخير من القرن العشرين، أصبح يتظر للمبشرين المسيحيين على أنهم «قوات الصدمة الأيديولوجية للغزو الإستعماري الذين عماهم التعصب».
وكذلك فقد تم أحيانًا استخدام التعاليم الدينية لتبرير أعمال المستعمرين. على سبيل المثال يشير مايكل وود أن الشعوب الأصلية كانت لا تعتبر من البشر بالنسبة للمستعمرين والتي أدت إلى «قرون من التعصب العرقي، والتوحيد تحت لواء المسيحية».

### الأنظمة السياسية
وجهت حديثًا انتقادات إلى المسيحية خاصًة الكنيسة الكاثوليكية بسبب ارتباطها ودعمها للأنظمة الديكتاتورية والشمولية بحسب عدد من النقاد وذلك في أميركا الجنوبية وفي كل من إيطاليا وإسبانيا والبرتغال والنمسا وكرواتيا. في الولايات المتحدة أطلق بعض بعض اليساريين والليبراليين مصطلح الفاشية المسيحية لوصف وانتقاد نفوذ اليمين المسيحي إذ يراه البعض بأيدولوجية اليمين المسيحي قريبة من الفاشية والثيقراطية.

### العبودية

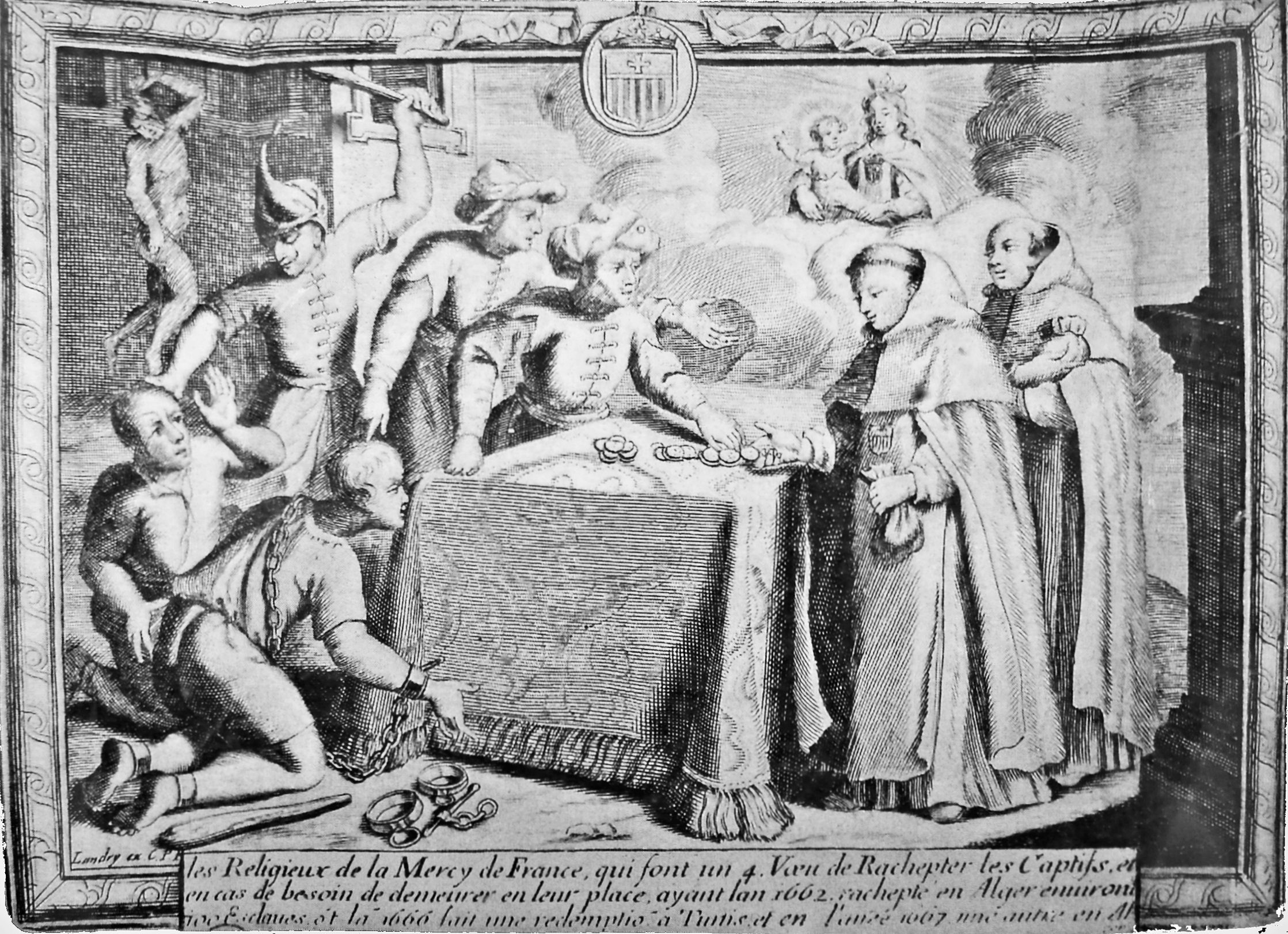
رهبان كاثوليك يعتقون عبيد مسيحيين من ملاكهم من شمال أفريقيا.

وجهات النظر المسيحية المبكرة حول العبودية تشكلت في سياق الجذور اليهودية للمسيحية، وكجزء من الثقافة الأوسع للإمبراطورية الرومانية. حيث اعترف كل من العهد القديم والعهد الجديد بوجود ممارسة الرق.
بولس الطرسوسي في حديثه عن الرق في أفسس 6/8] لا يدين العبودية ولا يتغاضى عنها. كما أنه لا يوجد في المقطع ما يؤكد أن الرق صالح بشكل طبيعي أو مطلب إلهي. بدلاً من ذلك، يناقش بولس واجبات المسيحيين العبيد ومسؤوليات المالكين المسيحيين، دون الدعوة إلى الإلغاء. القديس أوغسطينوس اعتقد أن الرق كان نتيجة للخطيئة، ولكنه كان جزء من العالم ولذا ينبغي أن يكون مقبولاً. غير أن آخرين بدلاً من ذلك عارضوا العبودية: قال يوحنا ذهبي الفم بأن الرق نفسه كان خطيئة، لكنه لم يدعو لإلغائه؛ دعا أوريجانوس إلى ممارسة الإعتاق بعد ست سنوات كما ذكر في العهد القديم؛ ودعا آخرون، مثل غريغوريوس أسقف نيصص، وأكاكيوس من أميدا والقديس باتريك إلى إلغاء الرق. من ناحية أخرى، رأى آخرون أن المسيحية الأرثوذكسية عملت على تبرير الرق على أساس أنه جزء من الترتيب الهرمي الإلهي. وهناك نصوص في الكتاب المقدس تلزم العبيد أن يكونوا خاضعين لأسيادهم، منها الرسالة إلى أهل أفسس والتي تقول «أَيُّهَا الْعَبِيدُ، أَطِيعُوا سَادَتَكُمْ حَسَبَ الْجَسَدِ بِخَوْفٍ وَرِعْدَةٍ، فِي بَسَاطَةِ قُلُوبِكُمْ كَمَا لِلْمَسِيح لاَ بِخِدْمَةِ الْعَيْنِ كَمَنْ يُرْضِي النَّاسَ، بَلْ كَعَبِيدِ الْمَسِيحِ، عَامِلِينَ مَشِيئَةَ اللهِ مِنَ الْقَلْبِ»، وأضاف على ذلك القديس يوحنا ذهبي الفم بأن كتب «يجب أن يستسلم العبد لنصيبه، في إطاعه لسيده هو طاعة الله» في حين كتب القديس أوغسطينوس «...العبودية الآن في طابعها الجنائي والمخطط من قبل هذا القانون الذي يحافظ على على النظام الطبيعي ويمنع إزعاجه».
حسب وجهة نظر البعض، اليوم، من منظور حقوق الإنسان، فإنه من الصعب فهم لماذا لم يعترض المسيحيون الأوائل على الممارسة الاجتماعية للعبودية. فمن غير المؤكد ما إذا كان يمكن الذهاب أبعد من ذلك إلى انتقاد المسيحيين الأوائل، بما في ذلك بولس وغيره من مؤلفي النصوص التوراتية، بسبب قبولهم الإيجابي أو السلبي لإستمرار العبودية.
وفقاً لجنيفر جلاسي، كان يتم تسهيل الاستغلال الجنسي للعبيد في الإمبراطورية الرومانية ومساعدته من قبل الأخلاق المسيحية. يسوع حث أتباعه أن يتصرفوا مثل العبيد، منفذين أخلاقيات الرقيق. كان اللاهوتيون المسيحيون المبكرون مهتمين بأخلاق العبيد.
في الإمبراطورية الرومانية الشرقية (البيزنطية)، كان هناك تحول تدريجي ملحوظ في الرأي حول الرق بحلول القرن العاشر.
منذ العصور الوسطى، الفهم المسيحي للعبودية قد تعرض لصراعات داخلية كبيرة وعانى من تغيير جذري. تقريباً جميع القادة المسيحيين قبل أواخر القرن السابع عشر اعترفوا بالعبودية، مع الشروط المذكورة في الكتاب المقدس، والتي تتفق مع اللاهوت المسيحي. الآية الرئيسية لتبرير الرق كانت في سفر التكوين 9:25-27: «مَلْعُونٌ كَنْعَانُ. عَبْدَ الْعَبِيدِ يَكُونُ لإِخْوَتِهِ»، والتي تم تفسيرها على أنها تعني أن الأفارقة المتحدرين من حام، تم لعنهم بـ«لعنة حام» ليكونوا خدماً لنسل يافث (الأوروبيين) وسام (الآسيويين). في عام 1452، قام البابا نقولا الخامس بتأسس العبودية الوراثية للأسرى من المسلمين والوثنيين، واعتبر أن جميع غير المسيحيين «أعداء المسيح».
«لعنة حام» جنباً إلى جنب مع رسالة بولس إلى أهل أفسس، ساعدت ملاك العبيد الأمريكيين على إيجاد توازن بين معتقداتهم والعبودية. هناك الكثير من الآيات الأخرى الموالية للعبودية في العهد القديم التي كانت غالباً ما تم اقتباسها والاستشهاد بها. العهد الجديد كان يتم تجاهله إلا عند ذكر أن يسوع لم يقم بإدانة الرق والرسالة إلى فليمون التي تم فيها إعادة عبد هارب إلى صاحبه.

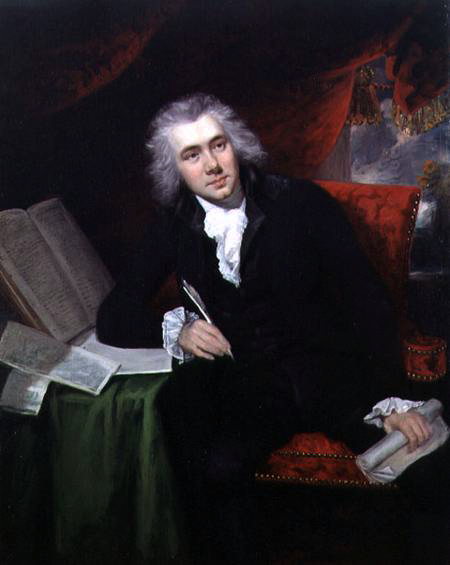
ويليام ويلبرفورس (1759-1833)، سياسي مسيحي وفاعل خير، كان زعيم حركة إلغاء تجارة الرقيق.

يجادل رودني ستارك في كتابه لمجد الله: كيف أدى التوحيد إلى الإصلاحات، العلوم، مطاردة الساحرات ونهاية العبودية،[بحاجة لمصدر] أن المسيحية ساعدت على إنهاء الرق في جميع أنحاء العالم، كما يفعل لمين سانيه في كتابه المطالبون بإلغاء الرق في الخارج. يشير هؤلاء الباحثين إلى أن المسيحيين الذين اعتبروا الرق خطيئة بناءاً على معتقداتهم الدينية قادوا حركات التحرير من العبودية، والعديد من أوائل دعاة إلغاء العبودية حرَّكهم إيمانهم المسيحي والرغبة في تحقيق إيمانهم على أن جميع الناس سواسية أمام الله. في أواخر القرن السابع عشر، بدأت جماعة تجديدية العماد في انتقاد العبودية. تلاه الانتقادات من جمعية الأصدقاء الدينية، والمينونايتية، والأميش والتي حذت حذوها. ومن أبرز دعاة التحرير من العبودية المسيحيين ويليام ويلبرفورس، وجون وولمان. كتبت هارييت بيتشر ستو كتابها المشهور كوخ العم توم، وفقاً لمعتقداتها المسيحية في عام 1852. في وقت سابق كانت جمعية الأصدقاء الدينية نشطة في الدعوة للتحرير من العبودية في بريطانيا وأمريكا. وأسست مجموعة من أعضاء الجمعية أول جمعية إنجليزية لإلغاء العبودية، وتم عرض الموضوع أمام الحكومة في نفس العام. استمرت المجموعة في كونها مؤثرة طيلة تاريخ الحركة، وكانت من قادة الطريق في الحملة. كان لجون ويسلي، وهو مؤسس الميثودية، دور فعال في بدء حركة إلغاء العبودية كحركة شعبية.
الكثير من المسيحيين الحديثين متحدون في إدانة الرق ويعتبرون العبودية خطيئة وتتعارض مع إرادة الله. وهناك فئات هامشية صغيرة مثل كو كلوكس كلان وغيرها من جماعات الكراهية المسيحية على الهامش العنصري من حركات الهوية المسيحية تدعوا لإعادة ممارسة العبودية. وهم فئة قليلة ومهمشة بين المحافظين المسيحيين. مع هذه الإستثناءات، جميع الجماعات الدينية المسيحية الأخرى تدين العبودية الآن، وترى أن هذه الممارسة تتعارض مع المبادئ المسيحية.
بالإضافة إلى المساعدة في التحرير من العبودية من قبل الطوائف البروتستانتية والكاثوليكية، فقد بذل عدد من المسيحيين مزيد من الجهود نحو تحقيق المساواة العرقية، والمساهمة في حركة الحقوق المدنية. فمنظمة الأميركيين الأفارقة تذكر الدور الهام للحركات الاحيائية المسيحية في الكنائس السوداء التي لعبت دور هام وأساسي في حركة الحقوق المدنية. ولعل أبرز المسيحيين ممن لعبوا دور في حركة الحقوق المدنية مارتن لوثر كينغ، وهو قس للكنيسة المعمدانية، وزعيم حركة الحقوق المدنية الإميركية ورئيس مؤتمر القيادة المسيحية الجنوبية، وهي منظمة مسيحية تنادي بالحقوق المدنية.

### العنف

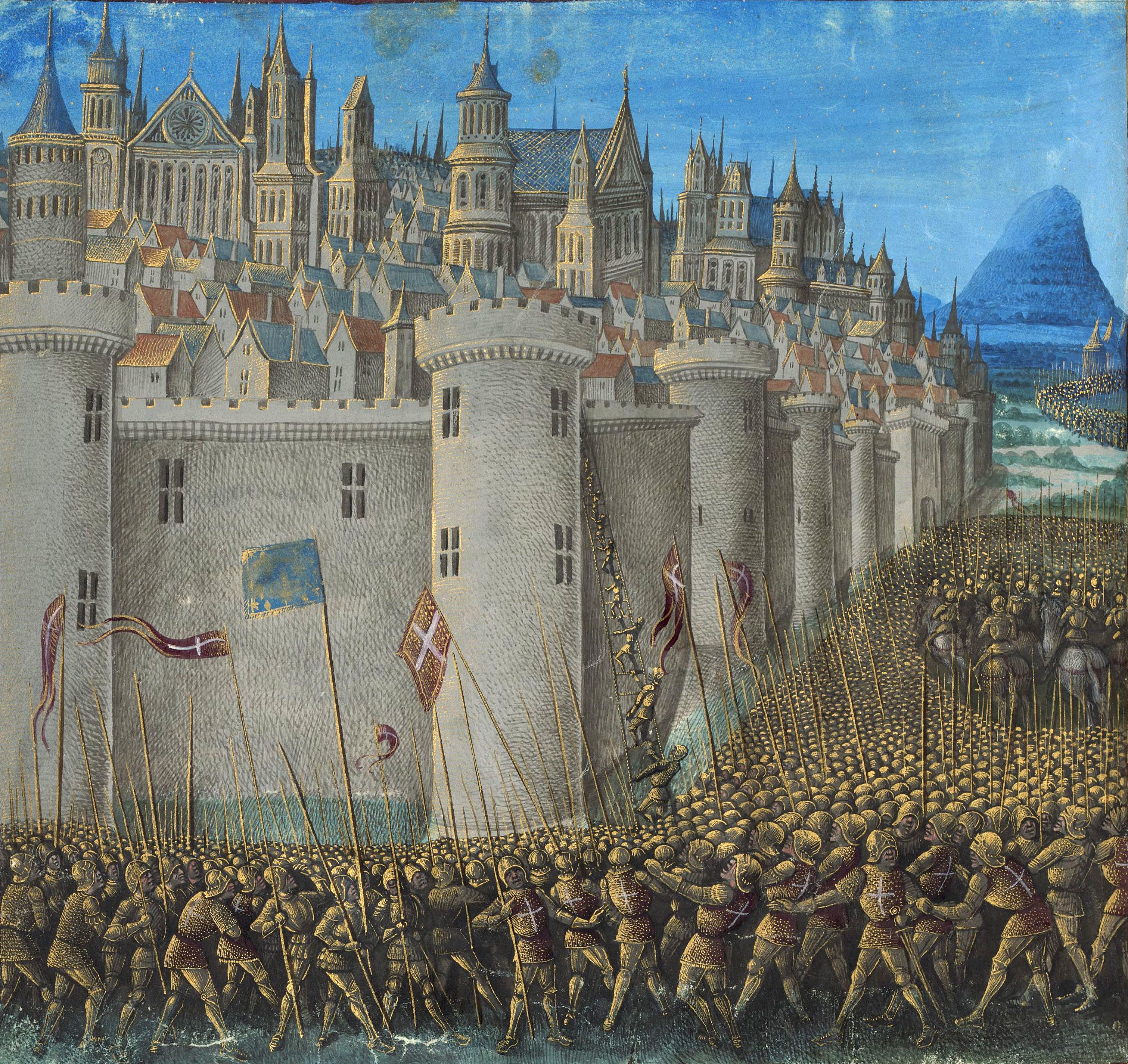
حصار أنطاكية خلال الحملة الصليبية الأولى، تعتبر الحملات الصليبية أبرز الأمثلة على العنف المسيحي.

تواجه المسيحية انتقادات من قبل بعض المؤرخين لدورها في اذكاء مشاعر معاداة السامية بسبب اتهام اليهود بصلب يسوع واضطهاد تلاميذه في القرون المسيحية الأولى مستندين بذلك على قول اليهود أثناء محاكمة يسوع: «دمه علينا وعلى أولادنا». كما تم أتهام اليهود بعدة تهم ومنها تسميم آبار المسيحيين والتضحية بالأطفال كقرابين بشرية وسرقة خبز القربان وتدنيسه. وبسبب هذه التهم تم طرد معظم اليهود من دول أوروبا الغربية إلى شرق ووسط أوروبا والمغرب العربي.
كذلك يتطرق النقاد إلى علاقة المسيحية والعنف، إذ بالرغم من أن تعاليم يسوع تدعو إلى السلام والمحبة والرحمة، فقد استخدمت أحيانًا هذه التعاليم لتبرير استخدام العنف. يحدد كل من هيتمان وهاجان بان محاكم التفتيش، الحروب الصليبية، والحروب الدينية ومعاداة السامية بأنها «من بين الأمثلة الأكثر شهرة للعنف المسيحي». ويصل عدد ضحايا الحروب الصليبية بين مليون إلى حوالي 3 ملايين شخص، في حين يصل عدد ضحايا محاكم التفتيش حوالي 3,000 شخص. حيث وعلى الرغم من أنه حتى سنة 1834 فقد وجهت محاكم التفتيش التهم إلى حوالي 150,000 شخص الا أنّ حالات الإعدام لم تتجاوز 3,000 حالة منذ تأسس محاكم التفتيش الإسبانية حتى إلغاؤها. في حين يتراوح عدد ضحايا الحروب الدينية في أوروبا بحسب التقديرات المختلفة بين 3 مليون، إلى 11.5 مليون. ويصل عدد ضحايا مطاردة الساحرات بين 40,000 إلى 60,000.
بعض المجموعات أو الأفراد قاموا بأعمال إرهابية حيث برروا أفعالهم للمسيحية. كما هو الحال مع غيره من أشكال الإرهاب الديني، اعتمد الإرهابيون المسيحيون على التفسيرات الفقهية أو الحرفية لتعاليم الإيمان (الكتاب المقدس في هذه الحالة). وقد استخدمت هذه الجماعات كتب العهد القديم والعهد الجديد لتبرير العنف والقتل أو السعي إلى تحقيق «أوقات النهاية» الموصوفة في العهد الجديد، بينما يسعى البعض الآخر لتحقيق ثيقراطية مسيحية.

### المرأة
يعتقد عدد وافر من الباحثين منهم آليستر ماكراث؛ تأثير المسيحية على النظرة للمرأة في الحضارة الغربية، فقد أثرت القصة التوراتية لدور حواء على النظرة للمرأة في المفهوم الغربي بوصفها «الفاتنة».
غير أن الأمر لا يخلو من الانتقادات، إذ إن الكنيسة الكاثوليكية والأرثوذكسية ترفض منح سر الكهنوت للمرأة. ما وجده البعض انتقاصًا من حقوق المرأة ومساواتها؛ عمومًا ذلك لا يمنع التأثير الكبير لها في المؤسسات المسيحية وخاصة في الرهبنات وما يتبع لها من مؤسسات، كما كانت هناك العديد من القديسيات في هذه الكنائس.
كذلك يتم توجيه انتقادات إلى الكنائس البروتستانتية الإنجيلية والمحافظة من قبل الحركات الأنثوية بسبب تشجيع الكنائس المحافظة على دور المرأة التقليدي، وهو ما تراه الحركات الأنثوية حط من قيمة المرأة. وتصل أحيانًا الانتقادات إلى العقيدة والمفاهيم المسيحية كون قصص الكتاب المقدس تركز على الرجل وهو ما تراه هذه الحركات ساهم في بناء المجتمع الأبوي.

### المثلية الجنسية
تنتقد الحركات المطالبة لحقوق المثليين موقف المسيحية من المثلية الجنسية وتعتبره تحيز ضدها. وترى ان المسيحية كان لها دور في معاداة المثليين جنسيًا إذ أن المجتمعات الغربية كانت متسامحة مع المثليين قبل انتشار واعتماد المسيحية كديانة رسمية وتجريمها للمثلية الجنسية فيما بعد. وكانت الكنيسة قد جرمت المثلية الجنسية، استنادًا إلى إدانة العهد الجديد لها. وتمّ من بعد ذلك تطبيق عقوبات بحق المثليين.
تواجه الكنيسة الرومانية الكاثوليكية وغيرها من الطوائف المسيحية إنتقادت بسبب موقفها من المثلية الجنسية إذ الكنيسة الكاثوليكية تمنع منح سر الكهنوت للمثليين، ولا تسمح للمثليين من الرجال والنساء دخول سلك الرهبنة. وتصر على أن أولئك الذين ينجذبون إلى أشخاص من نفس الجنس، يوجب عليهم ممارسة العفة. كما انتقدت مجتمعات المثليين الجنسييين دور الكنائس الإنجيلية في سن القانون الذي يعاقب اولئك الذين يثبت قيامهم بممارسات مثلية جنسية بالسجن المؤبد في أوغندا، والذي يجرم أيضاً كل من لا يخبر السلطات عن «المثليين». حيث سنّ القانون إلى تأثير الحركات الإنجيلية والخمسينية ذات النفوذ السياسي والاجتماعي والمناهضة للمثلية الجنسية والتي تنظر لها بأنها خطيئة وعمل غير أخلاقي.

### الأخلاق الطبية
تواجه الأخلاقيات الطبيّة التي تعتمدها الكنيسة عدد من الانتقادات خاصًة فيما يخصّ الإجهاض، فمنذ نشوؤها اتخذت المسيحية موقفًا معارضًا للإجهاض، مع أنه لا يوجد أي ذكر له في الكتاب المقدس، إلا أن العقائد أدرجته ضمن فعل القتل المنهي عنه في الوصايا العشر. ويشمل تجريم الإجهاض بدءًا من اللحظة الأولى للتخصيب. أي أنه وبمفهوم الكنيسة العَقدي فإن الجنين يتمتع بكامل حقوق الحياة. لا يزال هذا الموقف، موقف غالبية الطوائف المسيحية وتشجع على الإنجاب، تاركة أيّاه لتقدير الزوجين، وتراه «هبة إلهية».
حتى القرن التاسع عشر كانت غالبية الدول ذات الأكثرية المسيحية لا تسمح بإجراء عمليات إجهاض، غير أنه ومع تكاثر انتشار الظاهرة تزامنًا مع فصل الدين عن الدولة، أخذت القوانين المؤيدة له تنتشر في العالم الغربي، إلا أن ذلك لم يطوِ الجدل حول هذه القضية. وتعارض الكنيسة الكاثوليكية، والكنيسة الأرثوذكسية الشرقية، ومعظم البروتستانت الإنجيليين الإجهاض المتعمد الغير أخلاقي، في حين يُسمح ما يطلق عليه أحياناً الإجهاض غير المباشر، أي العمل الذي لا يسعى إلى وفاة الجنين كنهاية أو وسيلة ولكن يتبعها الموت كأثر جانبي.
في الآونة الأخيرة أثارت قضايا مثل الإستنساخ، والقتل الرحيم، والخلايا الجذعية، وتنظيم النسل جدلًا وانتقادات في علاقة المسيحية مع الطب. حيث ترفض الجماعات المسيحية القتل الرحيم استنادًا إلى فهمها الديني أنه من الواجب «أن تحترم حياة الإنسان من لحظة الحمل وحتى لحظة الوفاة الطبيعية»، وبالتالي فإن المساعدة على القتل والتخلّص من المعوقين والمرضى والنازعين أو القتل الرحيم، وقطع الأعضاء، والإجهاض، والانتحار، والإدمان، والعنف ضد الجسد البشري، وعدم احترام جسد الميت، يعتبر خرقًا للوصية الخامسة وأعمالاً ضد العقيدة، وضد الله نفسه حسب المعتقدات المسيحية.

## العلوم

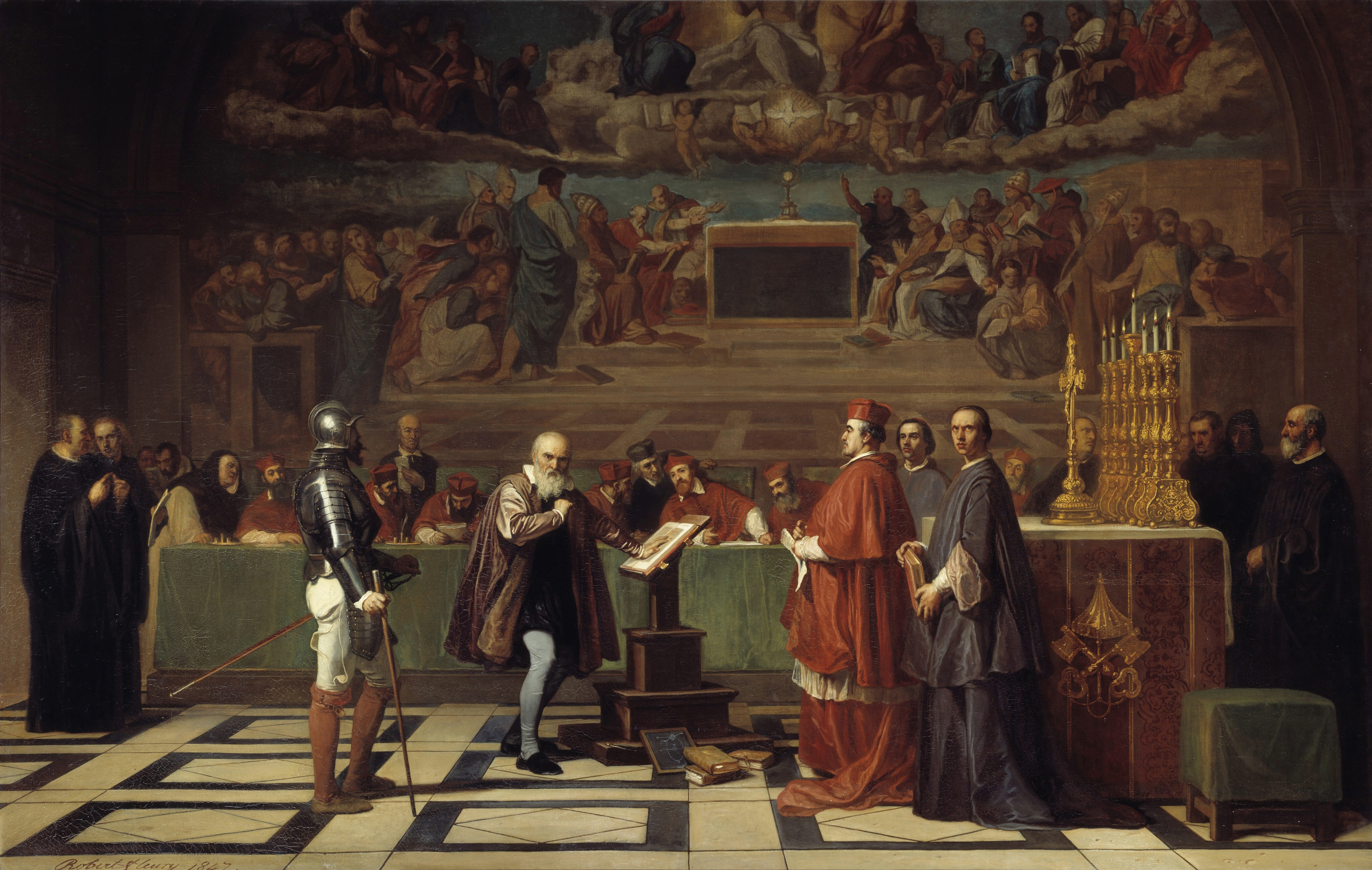
محاكمة غاليليو غاليلي، بريشة جوزيف نيكولاس روبرت فلوري.

من المواضيع الشائكة هي علاقة المسيحية والعلم، وغالبًا ما يتم توجيه الانتقادات في هذا الخصوص إلى الكنيسة الكاثوليكية، إذ يرى عدد من المؤرخين والفلاسفة ان الكنيسة الكاثوليكية دخلت في صراع مع العلم، وأنها ضيقت على العلماء والبحوث العلمية، ولعل أبرز قضية في صراع الكنيسة والعلم هي قضية محاكمة جاليليو جاليلي ونظرية التطور، ويرى عدد من العلماء أمثال جيري كوين، أن الاعتقاد والإيمان كان عائق لتطوير العلوم، كما واستنادًا إلى نيل تايسون فإن العلماء المتدينين أمثال اسحق نيوتن، كان بإمكانهم تحقيق انجازات أكثر في تطوير العلم لو لم يقبل أحيانًا الأجوبة الدينية لحل اسئلة المسائل العلمية. وهناك عدد من المؤرخين من يفند أنّ علاقة الكنيسة الكاثوليكية بالعلم علاقة صراع وأنها ضد العلم، فاستنادًا إلى وتوماس أي وودز، كانت علاقة الكنيسة الكاثوليكية بالعلم إيجابية وشجعت على العلوم.
شكلت أطروحة صراع العلم والدين في القرن التاسع عشر النهج والرؤية الشعبية في كتابة تاريخ العلوم، في أواخر القرن العشرين ومع إعادة تقييم هذه الأطروحة بشكل علمي حديث، فقدت أطروحة صراع العلم والدين مصداقيتها في الوسط الأكاديمي، لكن وعلى الرغم من ذلك فهي لا تزال صورة علاقة العلم والدين كصراع في بين عامة الناس. ذكر العالم الفلكي كارل ساغان الخلاف بين النظام الفلكي للعالم بطليموس (الذي أعتقد أن الشمس والكواكب تدور حول الأرض) وكوبرنيكوس (منظر فكرة أن الأرض والكواكب تدور حول الشمس)، وأعتبر أن الكنيسة الكاثوليكية كانت مسؤولة عن إعاقة تقدم علم الفلك لحوالي 1,500 عام.
من القضايا الحديثة نسبيًا التي وجهت نقدًا لتعامل عدد من الطوائف المسيحية معها بسلبية، خاصًة الحركات الانجيلية، والتي تؤمن في نظرية الخلق وتحارب من أجل تدريسها في المدارس الحكومية، وشكلت محاكمة المدرس جون سكوبس ذروة الصراع بين الداروينين وأتباع الكنائس الانجيلية، وتركزت هذه القضية التي وقعت في دايتون بولاية تنيسي عام 1925، على اتهام مدرس يسمى جون توماس سكوبس بخرق قانون الولاية الذي كان يحرّم تدريس نظرية النشوء والارتقاء في المدارس العامة. ما أثار جدلًا عنيفًا وبخاصة أن هذه النظرية تعتبر مخالفة للتعاليم الدينية بحسب المتدينين.
يذهب عدد آخر من المؤرخين والعلماء إلى كون المسيحية عامل ايجابي في تطوير العلوم عن طريق رعايتها لمختلف أنواع العلوم، فقد كانت أيضًا المسؤول الرئيسي عن نشوء بعضها كعلم الوراثة، وكون قضية غاليليو غاليلي هي الشاذ وليس القاعدة في علاقة الكنيسة مع العلوم. حيث خِلافاً لِلاعتقاد السائد، كَتب ديفيد ليندبيرغ، «إن الباحِث في العُصور الوسطى المُتأخرة نادرًا ما عانى من القُوة القَسرية لِلكنيسة وكانَ مِنَ المُمكن أن يَعتبر نَفسه حُرًا (خاصَة في العُلوم الطَّبيعية) لِمُتابعة العقل والملاحظة في أي مكان يقوده». وهُناك اعتِقادٌ خاطِئ، انتشر لأول مرة في القرن التاسع عشر وما زال شائعا جدًا هُوَ أنَّ جَميع النَّاس في العُصور الوُسطى كانوا يَعتقدون أنَّ الأرض كانَت مُسطحة. هذا غير صحيح، حيث قال المُحاضرون في الجامعات في العُصور الوسطى أنَّ الأدلة أظهَرَت أنَّ الأرض كانَت كروية. يقول ليندبيرغ ورونالد نمبرز الباحث الآخر في تلك الحقبة، أنه «بالكاد كان هناك عالم مسيحي في العصور الوسطى لم يَعتَرِف بِكروية الأرض بل ويعرف محيطها التقريبي». مفاهيم خاطئة أخرى مثل «حظر الكنيسة للتشريح خلال العصور الوسطى»، و«صعود المسيحية قتل العلم القديم»، أو «الكنيسة المسيحية في العصور الوسطى قَمع نُمو الفَلسفة الطبيعية»، كلها استشهد بها كَنماذج الأساطير الشائِعة عَلى نِطاق واسِع والتي لا تَزال تُمَرَّر كحقيقة تاريخية، على الرُّغم مِن أنَّها لا تَدعَمها البُحوث التَّاريخية الحاليَّة.

## الانتقادات الموجهة للمسيحيين

### النظرة السلبية في الولايات المتحدة
نشر ديفيد كينينمان رئيس معهد بارنا، وغابي ليون رئيس مشروع فيرمي دراسة حول مواقف الشباب الأميركيين من جيل 16 إلى 29 عامًا تجاه المسيحية. وجدوا أن حوالي 38% من جميع أولئك الذين لم تكن لديهم انطباعات سلبية حول مسيحية، والمسيحية الإنجيلية بشكل خاص، يعود بسبب ربط المسيحية مع النشاط السياسي المحافظ والنفاق ومعاداة المثلية الجنسية والسلطوية والحكم المسبق. أشار حوالي 17% انطباع سيئ للغاية عن المسيحية.

### المادية
وفقًا لمهاتما غاندي، المسيحيين الغربيين الماديين طريقة حياتهم المادية تتناقض مع تعاليم يسوع المسيح؛ إذ وفقًا لغاندي أنه من غير الممكن أن تعبد الثروة والله في نفس الوقت.
| نقد المسيحية | أحب مسيحكم، لكنني لا أحب مسيحييكم، فمسيحييكم هم عكس المسيح تماماً. | نقد المسيحية |

## الانتقادات الموجهة من الأديان الأخرى

### الهندوسية

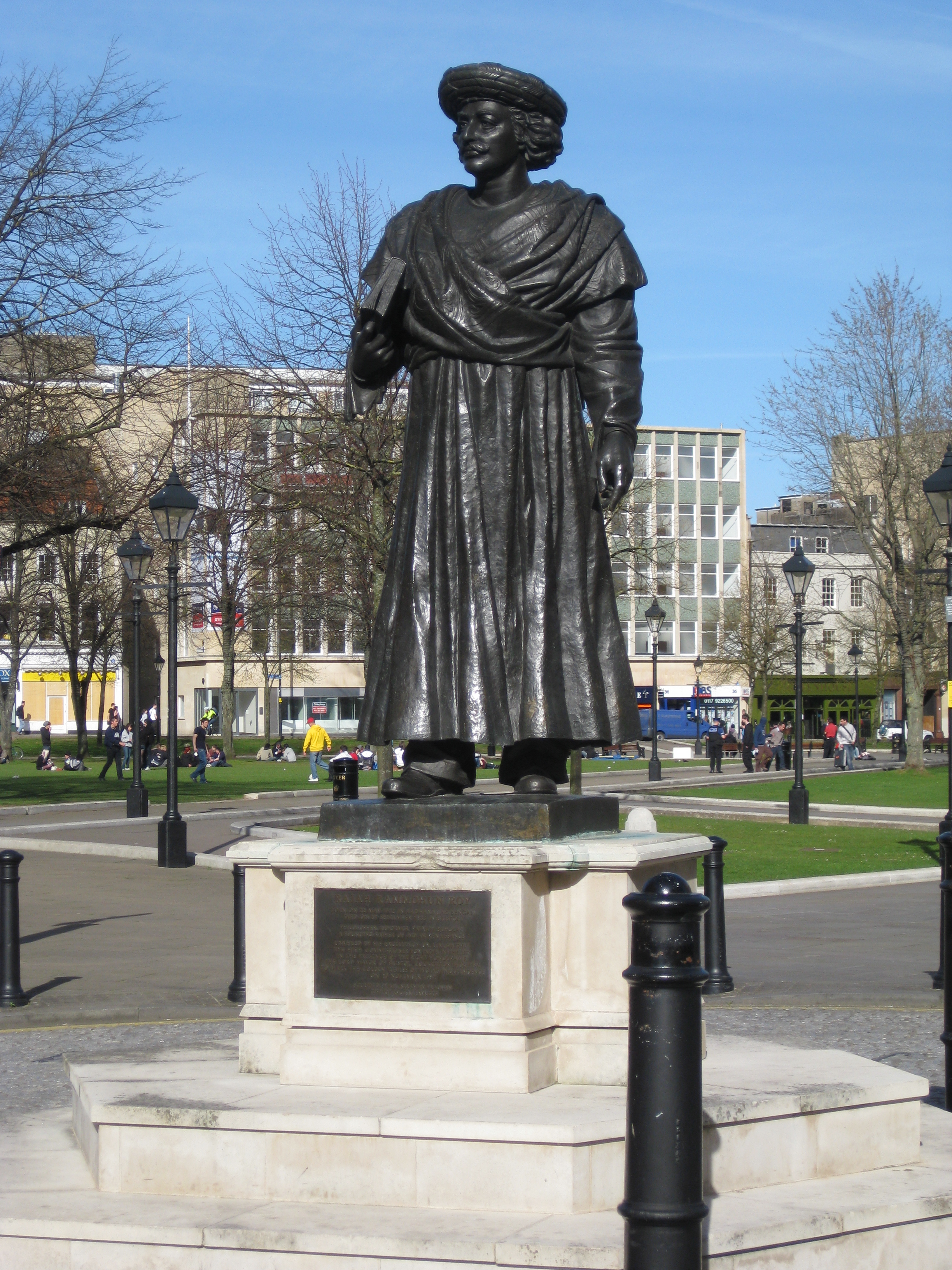
تمثال رام موهان روي.

انتقد الإصلاحي الهندوسي رام موهان روي العقيدة المسيحية وأعتبرها «غير معقولة» و«متناقضة». وأضاف أن الهندوس الذين يتحولون للمسيحية يعود بسبب الصعوبات الاقتصادية والضعف. تمامًا كما تعرض يهود أوروبا لضغوطات للتحول للمسيحية بأساليب الترغيب والترهيب.
الفيلسوف الهندوسي داياناند ساراسواتي، اعتبر المسيحية: ديانة بربرية وديانة باطلة، وفقط الحمقى ومن يعيش في حالة من الهمجية يؤمن بها"، وقد أضاف أن الكتاب المقدس يحتوي على العديد من القصص والتعاليم التي هي غير أخلاقية، مشيرًا إلى القسوة والخداع وتشجيع الخطيئة.
هذه الفكرة نالت استحسانًا كبيرًا لدى راداكريشنان حيث كتب:

### اليهودية

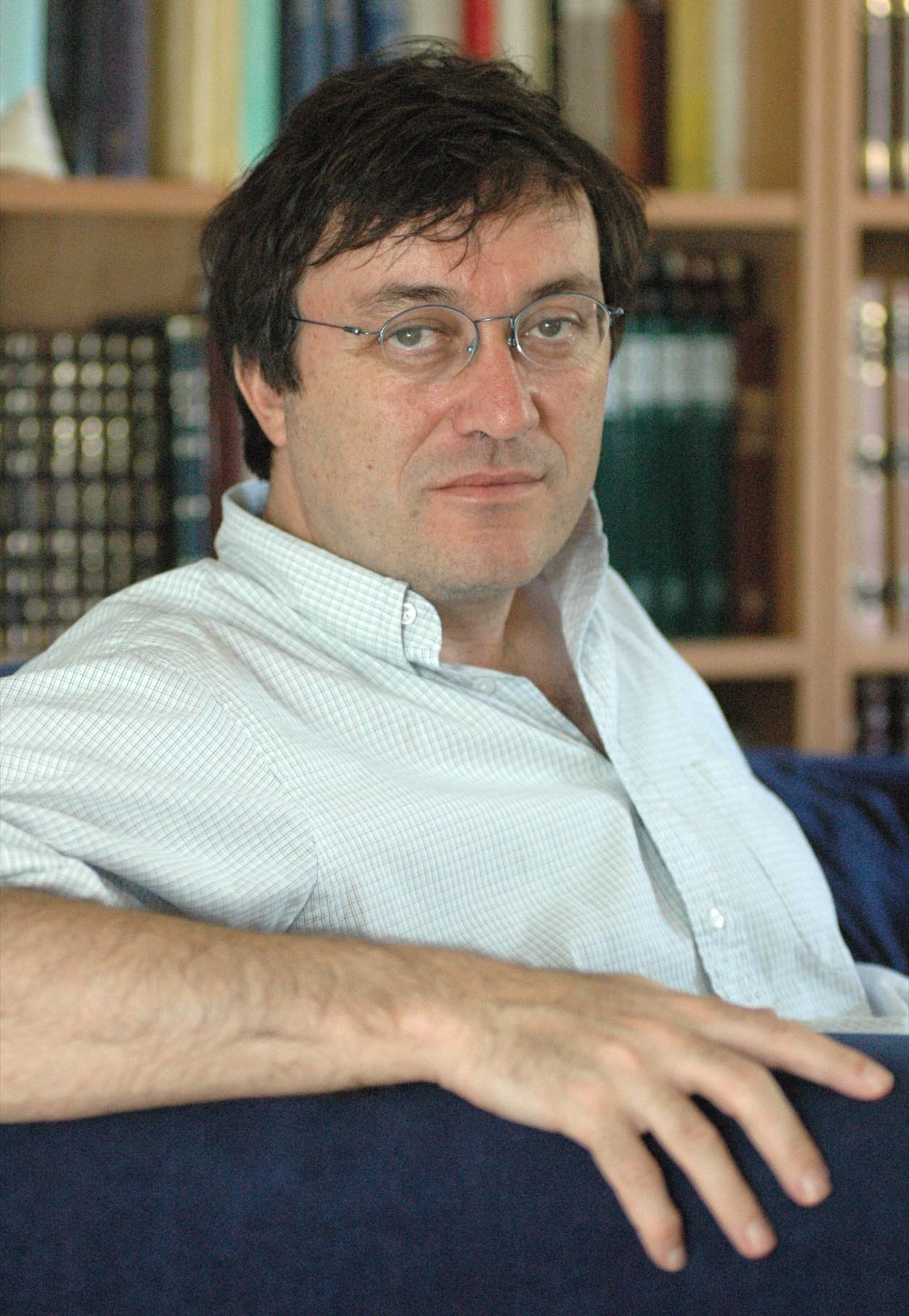
موشيه هالبرتال.

انتقد شلومو بن أدريت المسيحية وأعتبرها أقل توحيدًا وتفتقر إلى ألوهيّة بالمقارنة مع الديانة اليهودية.
ديفيد فلوسير أعتبر المسيحية على أنها «يهودية رخيصة» وفيها «درجة عالية من معاداة اليهودية»، كما سلّط الضوء على فشل الديانة المسيحية في تحويل الشعب اليهودي للديانة المسيحية وللعهد الجديد. والتي أعتبرها سبب هام في معاداة اليهودية من قبل المسيحية والمسيحيين.
أعتبر البروفسيور موشيه هالبرتال أن المسيحية هي «ديانة وثنية»، ويضيف أيضا أن عبادة الأصنام من قبل المسيحيين «فتحت الباب لتخفيف العديد من المحظورات التقييدية الأخرى».
اتخذ ستيفن صموئيل وايز موقفًا حاسمًا تجاه المجتمع المسيحي، لفشلهم في انقاذ اليهود في أوروبا خلال الحكم النازي. وقال:

### الإسلام
ينتقد القرآن، في سورة التوبة 31، أنه على المسيحيين أن يتبعوا إلهًا واحدًا، وذكر القرآن أنهم اتخذوا الأحبار والرهبان والمسيح أرباباً من دون الله:
| نقد المسيحية      | اتَّخَذُوا أَحْبَارَهُمْ وَرُهْبَانَهُمْ أَرْبَابًا مِنْ دُونِ اللَّهِ وَالْمَسِيحَ ابْنَ مَرْيَمَ وَمَا أُمِرُوا إِلا لِيَعْبُدُوا إِلَهًا وَاحِدًا لا إِلَهَ إِلا هُوَ سُبْحَانَهُ عَمَّا يُشْرِكُونَ | نقد المسيحية |
| — سورة التوبة، 31 | |              |

وورد في معجم الطبراني وتفسير ابن كثير للآية وغيره: أن عدي بن حاتم وكان نصرانياً فأسلم لما سمع النبي محمد يقرأ الآية المتقدمة قال لهُ: إنا لا نعبدهم، فقال: أليس يحرمون ما أحل الله فتحرمونه ويحلون ما حرم الله فتستحلونه، قال: بلى، قال النبي محمد: فتلك عبادتهم.
انتقد عدد من الفقهاء المسلمين المسيحية، وعادةً بسبب مفهومها الثالوثي. يجادلون بأن هذه العقيدة هي اختراع، وتشويه لفكرة الله.
ينتقد فقهاء المسلمين لأطوار العقيدة المسيحية، بقولهم أن عقيدة التثليث، وكذلك عقيدة بنوة المسيح لله ومثلها عقيدة ألوهية أمهُ مريم، وكيفية دخولها في التثليثات المتعددة الأشكال، كلها وفق المفهوم الإسلامي لم تصاحب دين المسيحية الأولى، إنما دخلت إليها على فترات متفاوتة التاريخ، مع الأقوام الوثنيين الذي دخلوا في دين المسيحية، وهم لم يبرأوا بعد من التصورات الوثنية والآلهة المتعددة، وبالتالي تغيرت عقيدة المسيحية نحو عقيدة التثليث.